# クナルド
クナルド（伊: Cunardo）は、イタリア共和国ロンバルディア州ヴァレーゼ県にある、人口約2,900人の基礎自治体（コムーネ）。

## 地理

### 位置・広がり

#### 隣接コムーネ
隣接するコムーネは以下の通り。
- ベーデロ・ヴァルクーヴィア
- クリアーテ＝ファビアスコ
- フェッレーラ・ディ・ヴァレーゼ
- グラントラ
- マシャーゴ・プリーモ
- ヴァルガンナ

### 地震分類
イタリアの地震リスク階級 (it) では、4 に分類される
。

## 行政

### 分離集落
クナルドには、以下の分離集落（フラツィオーネ）がある。
- Camartino, Fornaci, Riano